# マンガイア島
マンガイア島 (マンガイアとう、Mangaia Island) とは、クック諸島の南クック諸島に位置する火山性の島。島の面積は51.8 km2とクック諸島の中ではラロトンガ島に続いて2番目に面積が大きな島である。

## 歴史
ポリネシア系マオリ人が暮らすこの島は1777年3月29日にイギリスのジェームズ・クック船長に発見された。
紀元前500年頃にポリネシア人がこの島に到着。堆積物の放射性炭素年代測定により、紀元前400年から紀元400年の間に木炭の粒子が急激に増加しており、このことから焼畑農業が拡大していったことがわかった（木炭は2400年前より古い堆積物からはほとんど見つかっていない）。
西暦1200年頃までに焼畑農業の繰り返しによって、耕作された斜面の表土は剥ぎ取られてしまい、マンガイア島の農業は、沖積層の谷底で営まれる労働集約的なタロイモの灌漑農業に依存するようになった。このような肥沃な低地は、島の地表のわずか数%を占めるに過ぎないため、絶え間ない部族間抗争の戦略目標とされた。焦げたり、折られたり、齧ったりした跡のある人骨が1500年頃の岩窟住居の埋蔵物から発見されており、西欧人と接触するわずか200 - 300年前に激しい資源争奪戦があったことを示唆している。

## 地理
人口は約2,300人で島の中心地は島の西海岸に位置するオネロア (Oneroa)。空港が島の北東部にあり。

## 自然
古い火山島で、約4,750 mの海底火山の隆起により誕生した島で、最高地点がランギモテア山 (169 m)。島の周りは約60 mの古代のサンゴの化石の壁に取り囲まれている。これは10万年前、近隣の火山島ラロトンガ島の成長が地殻を大きく歪め、マンガイアと周囲のサンゴ礁が海から浮かび上がったためである。
豊かな自然に恵まれたマンガイア島にはカワセミが生息している。

## 産業
豊かな気候と土壌に恵まれているマンガイア島では野菜や果物の栽培が行われており、バニラのプランテーションを行い、パパイヤや質の良いタロイモなどが輸出されている。ノニの栽培は島の経済の柱として期待されている。

## 備考
2006年に公開された映画『日本沈没』にも、日本列島から剥がれおちたメガリスの残骸が、マントル対流に乗ってマンガイア島から湧き出してきたという設定で登場する。